# Cryptographis stenocraspis
Cryptographis stenocraspis là một loài bướm đêm trong họ Crambidae.